# Pink Funky
Pink Funky là mini album thứ ba của nhóm nhạc Hàn Quốc Mamamoo. Được phát hành bởi Rainbow Bridge World vào ngày 19 tháng 6 năm 2015 và được phân phối bởi CJ E&M Music. Mini album tổng cộng sáu bài hát, bao gồm single "Ahh Oop!" (hợp tác với Esna) và "Um Oh Ah Yeh". Đây là album thành công nhất của nhóm đến nay, ra mắt tại vị trí thứ 6 trên Gaon Album Char và doanh số hơn 13.000 bản. Về giai điệu, album kết hợ các loại nhạc bao gồm R&B, hip hop, và funk.

## Phát hành và quảng bá
Ngày 2 tháng 4 năm 2015, Mamamoo phát hành single hợp tác bất ngờ với Esna, tựa đề "Ahh Oop!". Bài hát được quảng bá trên chương trình âm nhạc trong hai tuần, bắt đầu với M! Countdown trong cùng ngày. Phong cách retro cho MV "Ahh Oop!'' được sản xuất và đạo diễn bởi Digipedi.
Ngày 11 tháng 6, Mamamoo thông báo sẽ ra mắt Pink Funky và single chính "Um Oh Ah Yeh". Danh sách bài hát được tiết lộ vào ngày 17 tháng 6 và album được phát hành vào hai ngày sau đó. Lý do album được phát hành vào tháng sáu là vì nhóm có thể biểu diễn tại lễ hội của trường đại học vào tháng 9, nơi các nhóm nữ thường được mời đến biểu diễn. Trong MV "Um Oh Ah Yeh", ba thành viên ăn mặc như một người đàn ông, đội tóc giả, mang râu giả. Park Bo-ram làm cameo xuất hiện như là một cô gái đã nói với Solar rằng Moonbyul thực sự là một người phụ nữ.
Ngày 14 tháng 6, Mamamoo đã tổ chức guerilla concert tại Daehangno và Hongdae, nơi nhóm trình diễn "Um Oh Ah Yeah" lần đầu tiên. Nhóm cũng tổ chức một buổi comeback showcase cho album tại lchi Art Hall ở Cheongdam-dong, Seoul vào ngày 18 tháng 6. Album được quản bá trong sau tuần trên chương trình âm nhạc, kết thức quản bá ở Inkigayo vào ngày 26 tháng 7.

## Đón nhận
Album ra mắt Gaon Album Chart tại vị trí thứ 6, và vị trí thứ 7 trên Billboard World Albums Chart. Album xếp vị tí thứ 19 trong số album được bán chạy tại Hàn Quốc trong tháng 6, với doanh số 3,822 bản physical. Tính đến tháng 5 năm 2016, album có doanh số hơn 13,000 bản. "Um Oh Ah Yeh" bắt đầu trên Gaon Digital Chart với vị trí thứ 22 và đạt vị trí thứ 3 vào tuần sau, trở thành single của Mamamoo cao nhất trên bảng xếp hạng. "Ahh Oop!" bắt đầu trên Gaon Digital Chart tại vị trí thứ 76 và đạt vị trí thứ 67 vào tuần sau đó.

## Danh sách bài hát
| Phiên bản CD và digital quốc tế | Phiên bản CD và digital quốc tế               | Phiên bản CD và digital quốc tế          | Phiên bản CD và digital quốc tế    | Phiên bản CD và digital quốc tế | Phiên bản CD và digital quốc tế |
| STT                             | Nhan đề                                       | Phổ lời                                  | Phổ nhạc                           | Arrangement                     | Thời lượng                      |
| ------------------------------- | --------------------------------------------- | ---------------------------------------- | ---------------------------------- | ------------------------------- | ------------------------------- |
| 1.                              | "Freakin Shoes"                               | Hwasa                                    | Kim Do-hoon Seo Jae-woo Hwasa      | Seo Jae-woo                     | 2:59                            |
| 2.                              | "Um Oh Ah Yeh" (음오아예)                     | Kim Do-hoon Solar Moonbyul Hwasa         | Kim Do-hoon                        | Seo Jae-woo                     | 3:34                            |
| 3.                              | "A Little Bit" (따끔; Ttakkeum, lit. "Sting") | Hwang Seong-jin Kim Chang-rak Lee Eun-ji | Hwang Kim Chang-rak Lee Seung-yeop | Kim Chang-rak                   | 3:49                            |
| 4.                              | "No No No" (갑과 을; Gapgwa Eul)              | Seo Yong-bae Park Woo-sang Moonbyul      | Seo Yong-bae Park                  | Park                            | 3:16                            |
| 5.                              | "Self Camera"                                 | Kim Se-moon Park                         | Park                               | Park                            | 3:17                            |
| 6.                              | "Ahh Oop!" (아훕!) (với Esna)                 | Esna                                     | Esna                               | Choi Yong-chan                  | 3:21                            |
| Tổng thời lượng:                | Tổng thời lượng:                              | Tổng thời lượng:                         | Tổng thời lượng:                   | Tổng thời lượng:                | 20:16                           |

| Phiên bản digital Hàn Quốc – bonus tracks | Phiên bản digital Hàn Quốc – bonus tracks | Phiên bản digital Hàn Quốc – bonus tracks | Phiên bản digital Hàn Quốc – bonus tracks    | Phiên bản digital Hàn Quốc – bonus tracks | Phiên bản digital Hàn Quốc – bonus tracks |
| STT                                       | Nhan đề                                   | Phổ lời                                   | Phổ nhạc                                     | Arrangement                               | Thời lượng                                |
| ----------------------------------------- | ----------------------------------------- | ----------------------------------------- | -------------------------------------------- | ----------------------------------------- | ----------------------------------------- |
| 7.                                        | "Um Oh Ah Yeh" (Acappella version)        | Kim Do-hoon Solar Moonbyul Hwasa          | Kim Do-hoon                                  | Jeon Seung-woo                            | 1:33                                      |
| 8.                                        | "Um Oh Ah Yeh" (Instrumental)             |                                           | Kim Do-hoon                                  | Seo Jae-woo                               | 3:33                                      |
| 9.                                        | "A Little Bit" (Instrumental)             |                                           | Hwang Seong-jin Kim Chang-rak Lee Seung-yeop | Kim Chang-rak                             | 3:44                                      |
| Tổng thời lượng:                          | Tổng thời lượng:                          | Tổng thời lượng:                          | Tổng thời lượng:                             | Tổng thời lượng:                          | 29:06                                     |

## Bảng xếp hạng
| Bảng xếp hạng (2015) | Vị trí cao nhất |
| -------------------- | --------------- |
| Hàn Quốc (Gaon)      | 6               |